# Typ 94 Te-Ke
Typ 94 Te-Ke (japonsky: 九四式軽装甲車, Kjújonšiki keisókóša) byl japonský tančík postavený na základě britského stroje Carden-Loyd Mk.VI., které Japonsko zakoupilo v počtu osmi kusů od Velké Británie. Prototyp japonského tančíku byl postaven roku 1933 a roku 1934 přijat do výzbroje jako 94 TK (TK=Tokušu Ken-inša, česky „speciální traktor“). Na rozdíl od jiných tančíků byl řešen netradičně, motor byl umístěn v přední části vedle řidiče a kulomet byl instalován v zadní části. Od roku 1937 byl vyráběný modifikovaný typ 94 KAI s novým podvozkem, který měl vynikající průchodnost terénem. Tančíky sloužily především k podpoře pěchoty, průzkumu a také jako tahače přívěsů. K boji s nepřátelskými tanky se příliš nehodily, protože jejich pancíř mohl být prostřelen kulometem až ze vzdálenosti 500 metrů. Účastnily se bojů v Číně i 2. světové války v Tichomoří. Celkem bylo vyrobeno 843 kusů.

## Historie a vývoj
Ve 20. letech 20. století testovala Japonská císařská armáda množství evropských lehkých tanků, včetně Renaultu FT. V roce 1929 bylo rozhodnuto o výrobě domácí konstrukce, založené převážně na tančíku Carden-Loyd Mk. VI.
První pokus o vývoj vozidla vyústil v Typ 92, určený pro podporu jezdectva. Nicméně velitelé pěchoty začali požadovat podobné vozidlo, které by provádělo průzkum, podporu pěchoty a převoz vojenského materiálu.
Ve 30. letech 20. století se v Evropě staly tančíky velmi populární, především díky nízké ceně. Hlavním zástupcem této třídy bojových vozidel byl britský Carden-Loyd Mk. VI. Spousta zemí (včetně Francie, SSSR, Polska, Itálie, Československa a dalších států) jej zakoupila, nebo zahájila výrobu vlastního typu (Renault UE, T-27, TK-3, L3/33, Tančík vz. 33 ad.). Výjimku nepředstavovalo ani Japonsko, které zakoupilo šest kusů z Velké Británie a několik dalších z Francie, a zahájilo jejich testování. Japonská císařská armáda nakonec usoudila, že pro praktické využití jsou příliš malé a zahájila vývoj vlastního, většího typu, Tokkušú Keninša, TK ( v překladu "speciální traktor"). Japonci také experimentovali s množstvím obrněných automobilů. Ty však nebyly vhodné pro bojové použití v Mandžudsku (loutkovém státě ovládaném Japonskem), vzhledem k řídké silniční síti a tuhým zimám.
Vývoj probíhal v Tokiu od roku 1932 ve firmě, později známe jako Hino motors, a prototyp byl hotový v roce 1934. Bylo to malé lehké vozidlo vyzbrojené jedním kulometem umístěným ve věži. Pro převoz vojenského materiálu mohlo být vybaveno muničním přívěsem. Po zkouškách v Japonsku i Mandžudsku bylo pojmenováno jako Typ 94 (2594). Do výzbroje se tančík dostal v roce 1935. Později byl nahrazen Typem 97 Te-Ke.

## Konstrukce

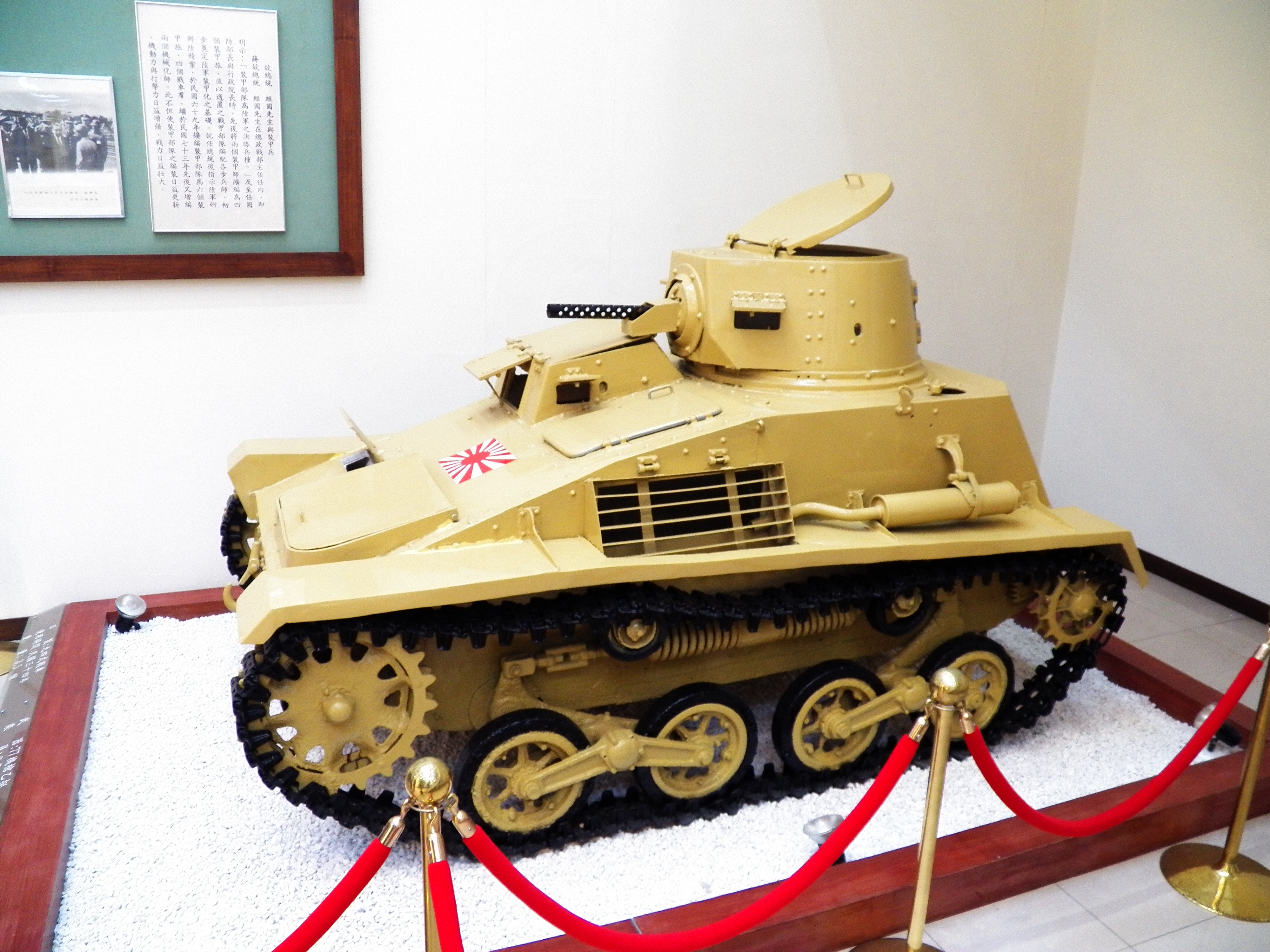
Typu 92 v Museu historie vojenské techniky. Z fotografie je dobře patrná konstrukce zavěšení podvozku.

Vycházela z britského tančíku Carden-Loyd Mk. VIb a francouzského Renault UE, které však Japonci považovali za příliš malé. Konstrukce Typu 94 se více podobala britskému lehkému tanku Vicres mark E. Korba tanku byla vyrobena z nýtovaných a svařovaných plechů s motorem umístěným v přední části vozidla a řidičem vpravo. Motor byl vzduchem chlazený zážehový čtyřválec o výkonu 35 hp (23,85 kW) při 2 500 rpm. Jako většina tehdejších japonských obrněných vozidel, zamýšlených pro operace v teplém klimatu byl motor umístěn v azbestové izolaci, která chránila osádku před teplem od motoru. Velitel stál v malé, ručně otočné věži umístěné v zadní části vozidla. Velký poklop z zadní části vozidla umožňoval přístup k úložnému prostoru.

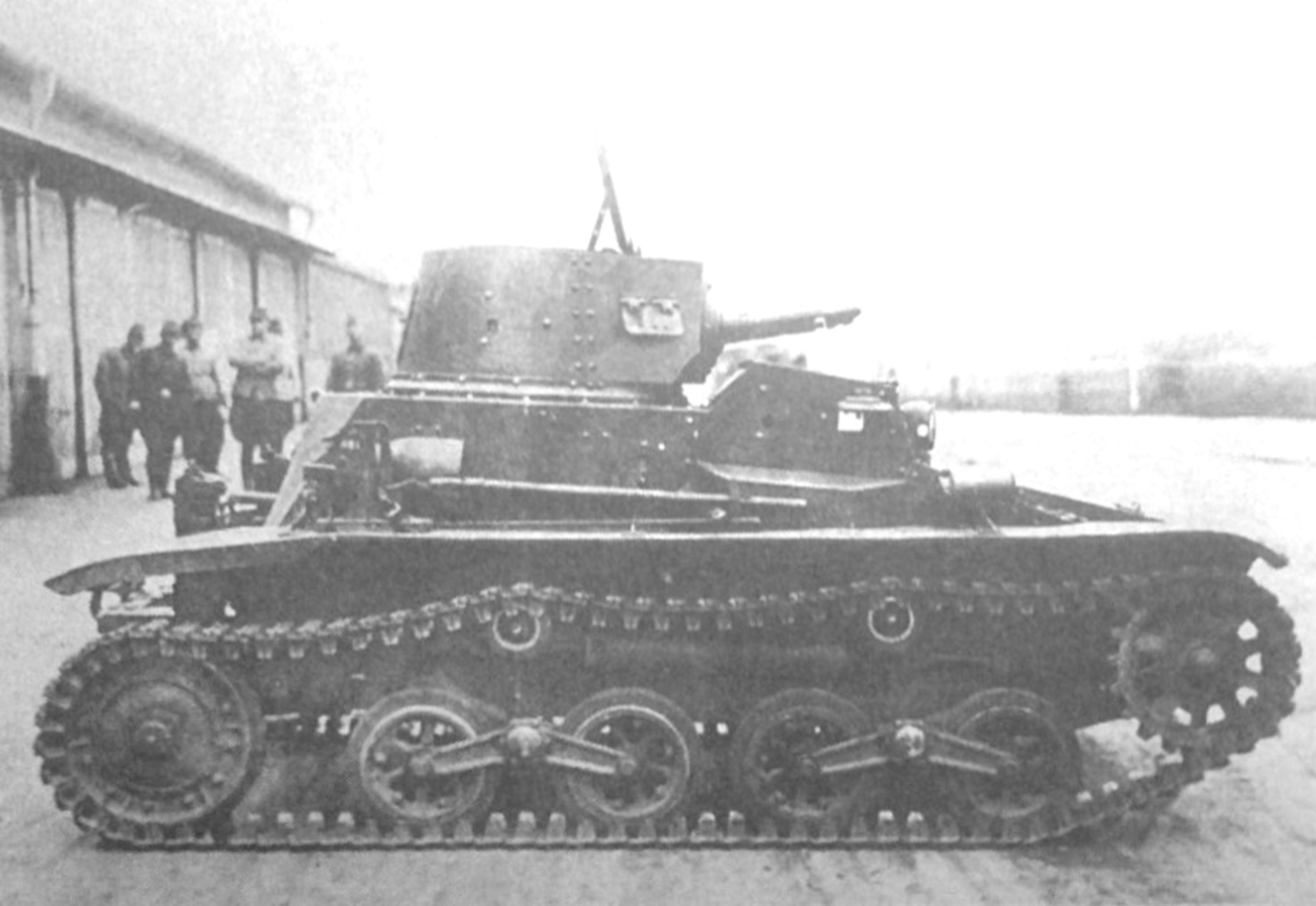
Pozdější model Typu 92

Výzbroj zpočátku tvořil kulomet Typ 91 ráže 6,5 mm, který byl v pozdějších modelech nahrazen kulometem Typ 92 ráže 7,7 mm. Zavěšení sestávalo ze dvou podvozků, tvořených dvěma pojezdovými koly, na každé straně. Ty byly zavěšeny na klikách napojených na vodorovně uložené pružiny, jedné na každé straně. Tento typ zavěšení používala většina japonských tanků. Každý podvozek měl dvě pojezdová kola s pryžovou obručí. Ozubené hnací kolo se nacházelo vepředu, malé napínací vzadu. Pás podpíraly dvě kladky (neplést s kladkou). Během bojového nasazení bylo zjištěno, že při otáčení za vyšších rychlostí pás tančíku často "sklouzával" z napínacího kola. Během postupných úprav zavěšení bylo malé napínací kolo nahrazeno větším, které se dotýkalo země, což zvětšilo délku vozidla na 3,35 m.

### Varianty
Bylo vyrobeno několik variant sloužících k různému účelu. Například Typ 94 "Desinfekční vozidlo", nebo Typ 94 "Rozptylovač plynu". Na upraveném podvozku byly vyráběny "Type 97 Natahovač drátu" a Typ 97 Pokladač kabelů". Zatímco první z nich sloužil k natahování telegrafního drátu, druhý z nich složil k pokládání telegrafního kabelu.

## Bojové nasazení
Typem 94 byly nejčastěji vyzbrojovány tzv. "Tančíkové skupiny", které se připojovaly k pěším divizím a sloužily k průzkumu. Každá japonská divize měla čtyři čety tančíků, s čtyřmi tančíky v každé četě. Vzhledem k tomu, že tančík Typ 94 byl dvakrát levnější než lehký tank Typ 95 Ha-Gó, byl Typ 94 nejpoužívanějším japonským tančíkem. Celkem bylo vyrobeno 823 kusů, 300 kusů v roce 1935, 246 kusů v roce 1936, 200 kusů v roce 1937 a 70 kusů v roce 1938. Lehký Typ 94 měl vlastnosti "na míru" pro boje v Číně a být efektivní při podpoře pěchoty a průzkumu. S ohledem na jeho vhodnou konstrukci si Japonská císařská armáda u pěších divizí v Číně ponechala Typ 94, přestože v té době byla již koncepce tančíku zastaralá.
Se začátkem druhé světové války bylo množství tančíku s pásovým přívěsem vydáno každé japonské pěší divizi v Pacifiku. Zúčastnily se operací v Barmě, Nizozemské východní Indii, na Filipínách a na mnoha ostrovech bývalých německých kolonií (o které přišlo po 1.světové válce) v jižním Pacifiku. Několik jich také bylo přiřazeno k pozemním silám Japonského císařského námořnictva. Oddíl osmi tančíků, náležících k 56. Pěší tančíkové skupině, sehrál významnou roli při japonském obsazení Jávy. Poutal na sebe velké nepřátelské síly, zmátl a dezorganizoval je, v noci na 2. března obsadil most a za svítání překročil pozice 600 nepřátelských vojáků na druhém břehu a zúčastnil se útočných operací, které v příštích několika dnech vedly ke kapitulaci nizozemských sil poblíž Surakarty, za což dostaly od velení 16. armády děkovný dopis.
Japonci také několik kusů dodali svým spojencům. Typ 94 byl stále ve výzbroji i po druhé světové válce.